# Deronectes riberai
Deronectes riberai là một loài bọ cánh cứng trong họ Bọ nước. Loài này được Fery & Hosseinie miêu tả khoa học năm 1998.